# Morti nel 1341
| Questa pagina contiene informazioni ricavate automaticamente dalle voci biografiche con l'ausilio del template Bio e di un bot. L'aggiornamento è periodico e automatico e ricostruisce completamente la pagina. Se manca una persona in questa lista, sei pregato di non aggiungerla, ma accertati piuttosto che la sua voce biografica contenga il template Bio e che i dati anagrafici siano correttamente compilati. Se il template Bio manca, inseriscilo tu stesso o, in alternativa, metti l'avviso {{tmp\|Bio}} che ne segnala la mancanza. Se i dati riportati sono sbagliati, correggi direttamente la voce biografica; le modifiche saranno visibili in questa lista entro pochi giorni. Per chiarimenti vedi il progetto biografie. La lista contiene solo le 28 persone che sono citate nell'enciclopedia e per le quali è stato implementato correttamente il template Bio. Pagina aggiornata al 18 mar 2025. |

- 22 gennaio - Luigi I di Borbone, nobile (n. 1279)
- 8 febbraio - Amalrico III di Narbona, nobile franco
- 30 aprile - Giovanni III di Bretagna, sovrano (n. 1286)
- 7 giugno - Al-Nasir Muhammad, sultano (n. 1285)
- 11 giugno - Bolko II di Münsterberg, duca
- 15 giugno - Andronico III Paleologo, imperatore bizantino (n. 1297)
- 23 giugno - Jacopo Caetani degli Stefaneschi, cardinale e scrittore italiano
- 18 luglio - Roberto da Salle, abate italiano
- 24 settembre - Dalmazio Moner, religioso spagnolo (n. 1291)
- 6 ottobre - Dietrich von Altenburg, nobile tedesco
- 21 ottobre - Francesco Silvestri, vescovo cattolico italiano
- Guillaume Adam, missionario, scrittore e arcivescovo cattolico francese
- Martino Aliprandi, giurista italiano
- Pinalla Aliprandi, condottiero italiano
- Tommaso Caloiro, poeta e giurista italiano (n. 1302)
- Giacomo Colonna, vescovo cattolico italiano
- Marta di Danimarca, principessa danese (n. 1277)
- Giuliana Falconieri, religiosa italiana
- Gediminas, nobile lituano
- Leone V d'Armenia, re (n. 1310)
- Niccolò I Sanudo, duca
- Nikolaus von Jeroschin, presbitero tedesco
- Francesco Pusterla, nobile italiano
- Margherita Pusterla, nobile italiana
- Uzbek Khan, condottiero mongolo (n. 1282)
- Frignano da Sesso, condottiero italiano
- Bernard de Farges, arcivescovo cattolico francese
- Bianca de la Cerda, nobile spagnola (n. 1311)